# Erik Emanuelsson
Erik Leonard Emanuelsson, född 19 augusti 1914 i Hishult, Hallands län, död 10 september 1987 i Sandhults församling, Älvsborgs län, var en svensk konstnär.
Han var son till lantbrukaren Hjalmar Emanuelsson och Linnea Johansson. samt från 1940 gift med May Carlsson. Emanuelsson studerade vid Konstgillets målarskola i Borås, han vistades i Frankrike 1946-1948 och studerade då för Othon Friesz samt André Plason och Pierre Jérôme vid Académie Julian. Han debuterade med en utställning på Konstgalleriet i Borås 1949 och medverkade därefter i ett stort antal samlingsutställningar. Hans konst består av stilleben, modellstudier, porträtt, stadsbilder och landskap.